# Camp Rock (trilha sonora)
Camp Rock é  a trilha sonora do filme de mesmo nome, que foi lançada em 17 de Junho de 2008, nos Estados Unidos. As músicas completas foram colocadas no site oficial do filme na mesma semana, no dia 10 de Junho de 2008, e o álbum completo foi lançado 14 de Junho na Radio Disney, durante o Planet Premiere.
O álbum de Camp Rock (tanto a versão original, quando a edição especial) tem um clip da acústica versão de "This Is Me", cantada por Demi Lovato e Joe Jonas. A trilha vendeu 1,3 milhões de cópias nos Estados Unidos.

## Músicas
1. "We Rock" – elenco de Camp Rock (3:12)
2. "Play My Music" – Jonas Brothers (3:26)
3. "Gotta Find You" – Joe Jonas (4:05)
4. "Start the Party" – Jordan Francis (3:03)
5. "Who Will I Be?" – Demi Lovato (3:13)
6. "This Is Me" – Demi Lovato & Joe Jonas (3:17)
7. "Hasta La Vista" – Anna Maria Perez de Tagle, Jordan Francis, & Roshon Fegan (2:38)
8. "Here I Am" – Renee Sandstrom (3:47)
9. "Too Cool" – Meaghan Jette Martin (2:53)
10. "Our Time Is Here" – Aaryn Doyle, Alyson Stoner, Anna Maria Perez de Tagle, Demi Lovato, Meaghan Jette Martin & Renee Sandstrom (3:33)
11. "2 Stars" – Meaghan Jette Martin (2:58)
12. "What It Takes" – Aaryn Doyle (2:45)
13. "2 Estrellas" (2 Stars Spanish Version) (Bonus Track In Latin America) - Carla Medina (3:00)
14. "Duas Estrelas" (2 Stars Portuguese Version) (Bonus Track In Brazil) - Thays Gorga (2:57)

### Camp Rock: Extended and Remixed
Camp Rock: Extended and Remixed é uma versão especial do cd original, que foi lançado em 30 de Setembro de 2008.
1. "We Rock" - Cast of Camp Rock
2. "Play My Music" - Jonas Brothers
3. "Gotta Find You" - Joe Jonas
4. "Start the Party" - Jordan Francis
5. "Who Will I Be?" - Demi Lovato
6. "This Is Me" - Demi Lovato & Joe Jonas
7. "Hasta La Vista" - Jordan Francis & Roshon Fegan
8. "Here I Am" - Renee Sandstrom
9. "Too Cool" - Meaghan Jette Martin
10. "What It Takes" - Aaryn Doyle
11. "2 Stars" - Meaghan Jette Martin
12. "Our Time Is Here" - Demi Lovato, Meaghan Jette Martin & Aaryn Doyle
13. "This Is Me (Acoustic Version)" - Demi Lovato
14. "Play My Music (Remix)" - Jonas Brothers
15. "This Is Me (Remix)" - Demi Lovato & Joe Jonas
16. "We Rock (Remix)" - Cast of Camp Rock

## Disney Karaoke Series: Camp Rock
A versão karaokê do álbum, Disney Karaoke Series: Camp Rock, foi lançada no dia 16 de Setembro de 2008.

## Brindes da especial edição
Na especial edição, há dois discos e, neles, há incluso:
- Um bonus de dvd
- Rock On: Making of the Music
- Jonas Brothers - Álbum novo (preview)
- Fotos e video clip de "We Rock"
- Textos ringtones com músicas de Camp Rock

## Posições
O álbum ficou no segundo lugar no iTunes, dos Estados Unidos, nos dois primeiros dias de lançamento, e ficou em quarto lugar no iTunes do Canadá. Ele ficou em terceiro na Billboard 200, com 188,000 cópias na primeira semana.
| Local (2008)                   | Posição |
| ------------------------------ | ------- |
| U.S. Billboard 200             | 3       |
| U.S. Billboard Top Soundtracks | 2       |
| Mexico Albums Chart            | 34      |
| Brazil Albums Chart            | 24      |

## Vendas & Certificados
| País                  | Vendas    | Certificação |
| --------------------- | --------- | ------------ |
| Estados Unidos - RIAA | 1.000.000 | Platina      |
| Brasil - ABPD         | 80.000    | Platina      |
| França - SNEP         | 50.000    | Ouro         |
| México - AMPROFON     | 80.000    | Platina      |
| Nova Zelândia - RIANZ | 7.500     | Ouro         |
| Espanha - PROMUSICAE  | 80.000    | Platina      |